# Windows Clock
Windows Clock (ban đầu có tên là Clock & Alarms trên Pocket PC 2000 và Alarms trên Windows 8.1) là một ứng dụng quản lý thời gian được đi kèm với Windows và Windows 10 Mobile với 4 tính năng chính: báo thức, đồng hồ thế giới, đồng hồ đếm ngược và đồng hồ đếm giờ. Các tính năng đều được liệt kê ở dải menu phía trên. Ứng dụng này có chức năng và thiết kế tương tự như ứng dụng Clock trên iOS. Alarms & Clock đã có mặt trên các thiết bị di động trong hơn một thập kỷ trước khi nó được đưa lên máy tính cá nhân với việc giới thiệu Windows 8.1. Các ô xếp cho báo thức, đồng hồ đếm ngược và đếm giờ có thể được ghim vào Menu Start. Phiên bản mới nhất của ứng dụng sử dụng API Universal Windows Platform và sử dụng cài đặt hệ thống cho chủ đề sáng hoặc tối. Alarms & Clock không được tích hợp với đồng hồ trên thanh tác vụ.

## Báo thức
Các báo thức được sắp xếp và hiển thị theo hàng dọc theo thời gian trong ngày và có thể được kích hoạt và vô hiệu bằng công tắc bật/tắt hình oval. Có thể xóa nhiều báo thức cùng một lúc bằng cách nhấp vào nút danh sách và chọn các báo thức cần xóa.
Người dùng có thể tạo báo thức bằng cách nhấn vào nút có hình dấu cộng và chỉnh sửa bằng cách nhấp hoặc chạm vào chúng. Người dùng có thể thay đổi thời gian, tên, thời gian lặp lại trong tuần, âm thanh và thời gian bỏ qua báo thức. Danh sách các âm bao thức hiện tại theo thứ tự được hiển thị là Chimes, Xylophone, Chords, Tap, Jingle, Transition, Descending, Bounce, Echo, và Ascending.
Các báo thức được hiển thị bằng một loại thông báo toast đặc biệt dành riêng cho báo thức. Do hạn chế phần cứng, báo thức không thể luôn hiển thị trên một số thiết bị đã được tắt. Để báo thức reo khi PC tắt, PC bắt buộc phải có trang bị InstantGo. Trước bản cập nhật Windows 10 Creators Update, Alarms & Clock là ứng dụng duy nhất có thể đưa ra thông báo báo thức trong giờ yên lặng, nhưng các ứng dụng báo thức bên thứ ba chạy trên Windows 10 phiên bản 1704 về sau cũng có thể reo trong giờ yên lặng theo mặc định.

## Đồng hồ thế giới
Danh sách đồng hồ thế giới sẽ phát hiện vị trí của người dùng và hiển thị giờ địa phương và vị trí của người dùng trên bản đồ thế giới. Người dùng có thể tìm kiếm thêm các vị trí hiển thị trên bản đồ. Khi hiển thị thời gian ở nơi khác, tính năng Đồng hồ thế giới sẽ tính xem giờ ở đó nhanh hơn hay chậm hơn bao nhiêu so với giờ địa phương của người dùng. Cũng có thể so sánh thời gian tại những nơi khác vào một thời điểm tùy chỉnh. Khi bản đồ được thu nhỏ ở dạng dọc, thời gian sẽ được liệt kê theo hàng dọc bên dưới bản đồ thay vì ngay trên nó.
Người dùng chỉ muốn mở cửa số với một đồng hồ đơn giản có thể nhập timedate.cpl trong Hộp thoại Run (⊞ Win+R).

## Đồng hồ đếm ngược
Người dùng có thể tạo và đặt tên đồng hồ đếm ngược bằng cách nhấn nút dấu cộng ở dưới, giống như báo thưc; tuy nhiên, hoàn toàn không có cách chỉnh sửa đồng hồ đếm ngược. Chỉ có thể đặt lại hoặc xóa đồng hồ đếm ngược.
Có thể đặt cho nhiều đồng hồ đếm ngược chạy cùng lúc. Nút phóng to trên đồng hồ sẽ thay thế nền bằng màu chủ đề của Windows, ẩn tất cả các đồng hồ và dải menu khác, và phóng to thời gian được hiển thị. Các nút điều hướng hình mũi tên cho phép người dùng chuyển giữa các đồng hồ đếm ngược trong chế độ xem này.
Đồng hồ đếm ngược sẽ đưa ra thông báo khi kết thúc. Chúng không thể được đặt lại từ phần thông báo.

## Đồng hồ đếm giờ
Mỗi lần chỉ có thể chạy một đồng hồ đếm giờ. Một nút hình lá cờ cho phép người dùng ghi lại thời gian giữa các vòng chạy và một nút chia sẻ cho phép người dùng chia sẻ thời gian với các ứng dụng UWP khác. Giống với đồng hồ đếm ngược, đồng hồ đếm giờ cũng có một nút thay đổi kích thước làm đơn giản hóa giao diện bằng cách thay đổi nền và ẩn giá trị vòng chạy.